# ピエール・ド・マンシクール
ピエール・ド・マンシクール（Pierre de Manchicourt, 1510年頃 ベテュヌ – 1564年10月5日 マドリード）は、16世紀盛期ルネサンス音楽の作曲家。フランドル楽派の模範的作曲家の一人であり、ヨーロッパ北部の至芸を学び、他の地域を訪れて創作活動と演奏活動によってその様式の普及を支えた。
幼少期についてはほとんど知られていないが、1525年にアラスの聖歌隊に所属している。その後アラスやトゥール、トゥルネーにて立て続けに職を得た後、スペイン王国に渡ってフェリペ2世の宮廷礼拝堂でフランドル人聖歌隊員の監督を務めた。
16世紀初頭の他の多くの作曲家に同じく、マンシクールはもっぱらミサ曲やモテット、シャンソンを作曲した。とりわけモテットは重要である。16世紀前半におけるモテット発展を別々の3つの時期に描き出しているからで、このような例はなかなか一人の作曲家に見出せるものではない。最初期のモテットは、ヨハネス・オケゲムに影響されているが、中期作品ではジョスカンの模倣様式に従っている。後期作品になると作風に磨きがかかり、彫琢された旋律線や濃密な通模倣様式はニコラ・ゴンベールを連想させる。